# Verano de Escándalo (2015)
Verano de Escándalo 2015 fue la decimoséptima edición del Verano de Escándalo, un evento de pago por visión de lucha libre profesional producido por Asistencia Asesoría y Administración. Tuvo lugar el 14 de junio de 2015 desde el Arena Monterrey en Monterrey, Nuevo León.

## Resultados
- Machine Rocker, Mamba, Mini Psycho Clown y Taya derrotaron a Dinastía, El Elegido, Faby Apache y Pimpinela Escarlata en una lucha de Relevos Atómicos de Locura.
  - Originalmente, La Parka Negra formaba equipo con los heels, pero fue movido a otro combate por el título, por lo que tuvo que ser reemplazado por Machine Rocker.
- Drago derrotó a Aero Star, Bengala, Daga, Fénix, El Hijo del Fantasma, Laredo Kid, Súper Fly, Súper Nova y Steve Pain en un Elimination Match y ganó el Alas de Oro 2015.
  - Drago cubrió a Star después de un «Dragon’s Tail».
  - Durante la lucha, Fenix sufrió una lesión en el hombro.
  - Después de la lucha, los faces salió a festejar la victoria de Star.
- Hell Brothers (Averno, Chessman & Cibernético) derrotaron a Los Psycho Circus (Monster Clown, Murder Clown & Psycho Clown) (c) y Holocausto (Electroshock, El Hijo de Pirata Morgan y La Parka Negra) en un Triple Threat match y ganaron el Campeonato Mundial de Tríos de AAA.
  - Chessman cubrió a Monster después de un «Spear».
  - Esta lucha marco el fin del reinado más largo de Los Psycho Circus.
- Los Güeros del Cielo (Angélico & Jack Evans) derrotaron a Dark Cuervo & Dark Escoria en un Steel Cage de Apuestas.
  - Angélico y Evans ganaron tras escapar de la jaula.
  - Como consecuencia, Cuervo y Escoria fueron rapados.
  - Después de la lucha, Cuervo y Escoria atacaron a Angélico y Evans.
- Brian Cage (con El Texano Jr.) derrotó a Megacampeón de AAA El Patrón Alberto (c) (con Blue Demon Jr.) por descalificación.
  - Cage fue descalificado después de que Cage atacara a árbitro.
  - Como consecuencia, Alberto retuvo el campeonato.
  - Después de la lucha, los heels atacaron a Alberto.
- Rey Mysterio Jr., Myzteziz y La Parka derrotaron a Pentagón Jr., Johnny Mundo y El Mesías.
  - Mysterio cubrió a Pentagón después de un «Canadian Destroyer».